# پلی‌تکنیک مهاجرت
پلی‌تکنیک مهاجرت (به لاتین: Immigration Polytechnic) یک دانشگاه دولتی در اندونزی است.